# Colin Bell
Colin Bell (MBE) (født 26. februar 1946 i Hesleden, England, død 5. januar 2021) var en engelsk fodboldspiller, der spillede som midtbanespiller. Han var på klubplan primært tilknyttet Manchester City, hvor han spillede i 13 sæsoner og var med til at vinde både det engelske mesterskab, FA Cuppen og Pokalvindernes Europa Cup. Han spillede også for Bury F.C. samt San Jose Earthquakes i USA.
Bell blev desuden noteret for 48 kampe og ni scoringer for Englands landshold. Han repræsenterede sit land ved både EM i 1968 og VM i 1970.

## Titler
Engelsk 1. division
- 1968 med Manchester City

FA Cup
- 1969 med Manchester City

Football League Cup
- 1970 og 1976 med Manchester City

Pokalvindernes Europa Cup
- 1970 med Manchester City